# Didinga
Els didinga són un poble del Sudan del Sud que viuen a les muntanyes Didinga al comtat de Budi, a l'estat d'Equatoria Oriental. Parlen una llengua que anomenen didinga i que parlen també els boya, tennets, murles i mursi tant al Sudan del Sud com a Etiòpia; la llengua s'anomenava abans murle-didinga però modernament només s'esmenta com a didinga; els quatre grups van emigrar junts des d'Etiòpia però per dificultats econòmiques (insuficiència de cacera) els murle es van separar, i després a causa d'una fam es van separar els boya. La seva ciutat principal és Chukudum, on el SPLM va fer la seva primera convenció nacional el 1994.
Durant la primera guerra civil sudanesa, des del 1963 milers de didingues van haver d'emigrar a Uganda on van restar durant uns 10 anys (fins al final de la guerra; allí van tenir algun accés a l'educació i als béns materials abans irrellevants a la seva cultura pastoral; en tornar van aportar les noves idees de grans granges i explotacions i de coneixements; no obstant la tasca prioritària fou refer els ramats, que havien estat delmats.
Els conflictes entre el SPLA de predomini dinka i els didinga van saltar a la llum quan l'oficial didinga Peter Lorot no fou ascendit i un dinka que estava per darrere en l'escalafó va ocupar el seu lloc; el dinka fou assassinat per Lorot i es va erigir en cap de la Didinga Force. El conflicte va afectar greument a la zona de Chukdum, amb nombrosos desplaçats, sent conegut com la "Crisi de Chukudom"; es va resoldre l'agost del 2002 en una conferència de pau organitzada pel Consell de les Esglésies del Nou Sudan. La major part dels milicians de Lorot van passar al SPLA i quan el juny de 2006 es va intentar desarmar als que restaven, aquestos es van resistir i van passar al servei del govern del Sudan.